# Tanyvelia
Tanyvelia is een geslacht van wantsen uit de familie beeklopers (Veliidae). Het geslacht werd voor het eerst wetenschappelijk beschreven door D. Polhemus & J. Polhemus in 1994.

## Soorten
Het genus bevat de volgende soorten:

- Tanyvelia bosavi D. Polhemus & J. Polhemus, 2000
- Tanyvelia minima D. Polhemus & J. Polhemus, 1994
- Tanyvelia missim J. Polhemus & D. Polhemus, 1994
- Tanyvelia papuana D. Polhemus & J. Polhemus, 1994
- Tanyvelia tagulana D. Polhemus & J. Polhemus, 1994